# 制服向上委員会
制服向上委員会（せいふくこうじょういいんかい、略称：SKi - Seifuku Kojo Iinkaiより）は、1992年に結成されたアイドルグループ。
メンバーは随時入れ替えられて継続していたが、2006年9月24日をもって“卒業”した。その後、SKiファミリーとして実質的に活動は継続し、グループではないが集合体総称という意味合いを持っていたが、2010年9月20日にグループとして再始動した。

## 沿革
学生服をコスチュームにし、“名門女子校のお嬢さん生徒”的に行動するのが特徴。2006年9月24日の卒業記念公演に出演したメンバーはレッスン生2名を含む11名。コンサート「制服の日」、制服ファッションショーを始め、反戦集会、メーデーへの参加、社会貢献など多彩な活動を行っていた。
略称の読み方は「すきー」ではなく「えすけいあい」である。最後の一文字が小文字になっているのもスキー（SKI）と混同されるのを防ぐため。
デビュー当初はポニーキャニオン、キティレコードと大手レコード会社に所属していたが、1995年に「アイドル・ジャパン・レコード」を設立し、インディーズ形式でCDをリリースしている。
2005年12月に上演されたロックミュージカル『ドン・ジョヴァンニ』の音楽監督は頭脳警察のPANTAが担当した。また、PANTA、中川五郎とユニット『PANTA & 中川五郎 with SKi』を結成し、憲法9条をテーマに『理想と現実』をリリースした。
グループ内に数多くのユニットを持ち、寿隊、4人1組、HellowはCDをリリースしているが、自然消滅してしまったものも多かった。また、ソロのユニットとしてCDをリリースしているメンバーもいた。
2006年9月24日の第414回制服の日〜制服向上委員会 卒業記念公演〜「祝!SKiの生誕14年祭」をもって14年間の制服向上委員会としての活動に、一応の終止符を打ち、会長である橋本美香の大卒業式典も開催された。
2007年からは、星川りりか&SKi、片平妃奈子率いる寿隊、橋本美香と松尾真冬によるTHE DUETとして活動を行い、SKiファミリーのファンクラブであるSeKai-1が結成された。
その後、THE DUET、小川杏奈と京本百加によるangeLなどのユニット活動も交えて、SKiファミリーとして活動していたが、2010年9月20日に新人メンバーを加えて制服向上委員会として再始動。11月に新メンバー白石結菜が加入した。
2013年12月に、プロデューサーの高橋氏の名前で、SKi会長の橋本美香と結婚し、橋本は出産のために歌手活動を休止する旨の発表があった。 
2015年7月1日、橋本美香が二代目会長を辞任。替わって9代目リーダーを務めた小川杏奈が三代目会長に就任したことが発表された。
2016年10月 清水花梨が10代目リーダー辞任と同時に小川杏奈も会長を辞任。野見山杏里が11代目リーダーに就任するも、会長職は現在空席。この前後から所属メンバー大量脱退等、人材不足に苦しみ、2017年後半には名誉会長である橋本美香、11代目リーダー野見山杏里、その他新人レイ 研究生は皆無、メンバー3名しかいないという深刻な事態に陥る。
2018年4月1日、野見山杏里がリーダーを辞任。唯一の現役メンバーだったRAYも7月に活動停止処分。現役メンバーが皆無となる。
その後の方向性は未定。OGによる定期ライブは行われていたが（2018年・2019年・2020年）、2020年2月公演から新型コロナウイルスの影響を受けて中止されている。

## フジロック・フェスティバル出演中止問題
2011年7月20日、フジロック・フェスティバル'11での脱原発の歌の歌唱を伴う出演が、同フェスの大手スポンサーの反対により取りやめになった旨が公式ブログで発表された。しかし、出演者としても発表されていないため、疑問の声も上がり、「話題作りではないか」との報道もあり、Twitterのトレンドに一時表示されるなど話題になった。
7月22日、それまでの出演中止を告げるブログの記事が、同日付の所属するアイドルジャパンレコード株式会社の代表・高橋廣行名義によるフジロック関係者と支持者へのメッセージに差し替えられた。この中で、当初の出演予定が出演者一覧に掲載されない「飛入出演」であったことが示唆され、フジロック関係者及びファンへのお詫びと出演のために手を尽くした関係者への謝意が表明された。
所属事務所の高橋代表は、ウェブメディアのインタビューに対し、「同事務所側から同フェスティバル主催企業である株式会社スマッシュにフェスティバルへの出演を働きかけ、飛び入りという形で出演案件が進んでいたことは事実である」と言明。また、同事務所所属の頭脳警察が2009年7月26日、同フェスティバルに結成40周年にして初めて出演し、同年5月2日に亡くなった忌野清志郎を追悼し、忌野作詞の反原発ソング「サマータイム・ブルース」を演奏した経験もあることから、以前から同フェスティバルのスタッフと面識及び交流があることも示唆している。
スポンサー企業からの圧力についても、主催企業と調整中であるため、詳細を明らかにできない旨、弁明した。
また、「日経トレンディネット」の取材に同代表は、7月31日の夕方のステージへの出演の可能性が確認され、主催企業との間で出演時間の調整に入ったため、7月13日の同事務所によるUstream配信で出演予定を告知したが、7月14日、主催企業から出演が「NG」となったことの連絡があった旨を明らかにした。
なお、主催者側が正式な出演オファーをしたという事実はまったくなかったようだとする音楽ライターの見解を報道するウェブメディアもあった。

## 政治的活動
1997年のストーカー防止法の署名活動等をきっかけに、社民党との関係が深い。社会活動の一環として行った自転車のルールやマナーの向上を求める請願を同党の福島瑞穂党首、吉田忠智参議院幹事長、中島隆利副幹事長に提出したという繋がりもある。
2010年12月に地デジ反対の歌である「TVにさようなら」を発表した。
2011年6月には脱原発の歌を発表した。同年の11月24日には、みんなの党員が主催する脱原発タウンミーティングにも参加しており、「歌えるところがあればどこへでも」の精神で活動している。
2012年1月には民主党、野田政権への批判を題材とした「悪魔・野田・TPP」を発表した。同年3月11日に東京都国立市内で開かれたコンサートにおいて、脱原発やTPP反対を主張する内容の楽曲を披露し、そのコンサートの模様が社民党の機関紙である『社会新報』で紹介された。このコンサートの実行委員会には、社民党の市会議員のほか日本共産党の市会議員も参加しており、制服向上委員会の活動は日本共産党の機関紙である『赤旗』でも取り上げられている。
2015年6月13日、「憲法九条やまとの会」主催のイベント「若者と国家－自分で考える集団的自衛権」で、自民党などを批判する内容の歌を歌った。これにより神奈川県大和市と市教育委員会が、同イベントの後援を取り消す方向で検討することになった。同年7月18日、日本共産党創立93周年記念講演会に参加したことを同党参議院議員の小池晃が明らかにした。
2015年には小川杏奈と清水花梨が著者として参加した『問う! 高校生の政治活動禁止: 18歳選挙権が認められた今』（社会批評社、ISBN 4907127154）、2016年には野見山杏里が著者として参加している『投票せよ、されど政治活動はするな⁉: 18歳選挙権と高校生の政治活動』（社会批評社、ISBN 4907127200）が出版されている。

## 歴代リーダー
1. 吉成圭子（1992年 - 1994年）
2. 青山れい（1994年 - 1995年）
3. 諸岡なみ子（1995年 - 1996年）
4. 本田博子（1996年 - 1998年）
5. 橋本美香（1998年 - 2002年）
6. 吉田梢（2002年 - 2003年）
7. 河野伶奈（2003年 - 2005年）
8. 松尾真冬（ - 2006年）
9. 小川杏奈（2010年9月 - 2014年9月）[24][25]
10. 清水花梨（ - 2016年10月[26]）
11. 野見山杏里（2016年10月[26] - 2018年4月[3]）

## メンバーリスト
生年月日、在籍期間は、特に断りがない場合は「制服向上委員会メンバーリスト」を出典とした。太字および○＝現役メンバー、※＝2010年卒業時の在籍メンバー、◎＝再始動時のメンバー。
| 名前         | よみ              | 生年月日   | 期生 | 在籍期間                        | 備考 |
| ------------ | ----------------- | ---------- | ---- | ------------------------------- | --- |
| 吉成圭子     | よしなり けいこ   | 1972.6.8   | 1期  | 1992/09-1997/09                 | 1代目リーダー、1代目会長 アイドル・ジャパン・レコード取締役プロデューサーを名乗った。 |
| 高瀬あやの   | たかせ あやの     | 1973.11.16 | 1期  | 1992/09-1993/08                 | のち: A-YA→ひふみかおり |
| 青山れい     | あおやま れい     | 1975.6.8   | 1期  | 1992/09-1995/02                 | 2代目リーダー |
| 佐藤枝里子   | さとう えりこ     | 不明       | 1期  | 1992/09-1992/12                 | |
| 中野あき     | なかの あき       | -          | 1期  | -                               | - |
| 安達恵美     | あだち えみ       | -          | 1期  | -                               | - |
| 志村和美     | しむら かずみ     | -          | 1期  | -                               | - |
| 奥山美夏     | おくやま みか     | 1976.3.2   | 1期  | 1992/09-1995/02                 | 在籍後期、名前表記を“奥山みか”に変更→泉尚子→湶尚子 |
| 藍田真潮     | あいだ ましお     | 1976.6.26  | 1期  | 1992/12-1994/01                 | - |
| 加納理紗     | かのう りさ       | 1975.12.14 | 1期  | 1992/12-1993/08                 | - |
| 前田厚子     | まえだ あつこ     | 1977.2.27  | 1期  | 1992/12-1994/01                 | のち: 木地谷厚子 |
| 秋山望       | あきやま のぞみ   | 1972.9.4   | 1期  | 1992/12-1993/08                 | のち: 奥川希美 |
| 滝本久美     | たきもと くみ     | 1976.12.1  | 1期  | 1992/12-1996/02                 | - |
| 白石桃子     | しらいし ももこ   | 1978.6.21  | 1期  | 1992/12-1996/02                 | - |
| 吉田未来     | よしだ みらい     | 1978.7.4   | 1期  | 1992/12-1994/02                 | のち: 瀬久美子 |
| 岩崎愛       | いわさき あい     | 1978.3.11  | 1期  | 1992/12-1995/02                 | - |
| 宮本里枝子   | みやもと りえこ   | 1977.1.19  | 1期  | 1992/12-1995/02                 | のち: 秋月リエ→璃笑（りえ）→宮本リエ→宮本理英 |
| 望月菜々     | もちづき なな     | 1978.5.21  | 1期  | 1992/12-1996/02                 | のち: Nanako名義でバンド『belly to belly』を結成→井出百合子→井出奈那子 |
| 松田ゆかり   | まつだ ゆかり     | 1975.7.5   | 1期  | 1993/03-1998/02                 | 1996年にソロアルバム『残り者には福がある』をリリース。 その後、70年代のロックバンド「めんたんぴん」のメンバーで『さよならは出逢いの明日へのしるし』のプロデューサーでもあった佐々木忠平とユニット「ステラ・ブルー」を結成。 |
| 諸岡なみ子   | もろおか なみこ   | 1977.4.3   | 1期  | 1993/07-1997/02                 | 3代目リーダー |
| 中沢ひとみ   | なかざわ ひとみ   | 1980.11.17 | 1期  | 1993/02-1994/05                 | - |
| 田村千秋     | たむら ちあき     | 1979.10.14 | 2期  | 1994/01-1996/06                 | - |
| 篠原智子     | しのはら ともこ   | 1978.3.10  | 2期  | 1994/01-1997/02                 | - |
| 浅野みゆき   | あさの みゆき     | 1978.1.29  | 2期  | 1994/01-1996/02                 | のち: 飯島みゆき |
| 鈴木涼子     | すずき りょうこ   | 1977.5.20  | 2期  | 1994/01-1995/07                 | - |
| 水野亜美     | みずの あみ       | 1981.2.2   | 2期  | 1994/01-1995/08                 | - |
| 久保愛       | くぼ めぐみ       | 1977.12.6  | 2期  | 1994/08-1999/02                 | - |
| 松本美雪     | まつもと みゆき   | 1978.2.2   | 2期  | 1994/08-1997/02                 | 通称「みーつー」 - 「みゆき2号」の意 浅野も“みゆき”だった為 |
| 本田博子     | ほんだ ひろこ     | 1980.3.2   | 2期  | 1994/08-1999/02                 | 4代目リーダー |
| 早乙女こずえ | さおとめ こずえ   | 1982.2.5   | 2期  | 1994/04-1997/02                 | - |
| 菊地彩子     | きくち あやこ     | 1980.1.5   | 3期  | 1995/06-1998/02                 | - |
| 小林久子     | こばやし ひさこ   | 1980.10.24 | 3期  | 1995/08-1998/02                 | - |
| 井上裕紀子   | いのうえ ゆきこ   | 1978.9.9   | 3期  | 1995/08-1999/02                 | - |
| 橋本美香     | はしもと みか     | 1980.2.7   | 3期  | 1995/08-                        | ※◎〇 5代目リーダー→2代目会長(再始動後も会長を務める）→平成27年6月30日名誉会長会長就任 |
| 斉藤美緒子   | さいとう みおこ   | 1978.8.11  | 3期  | 1995/08-1998/02                 | - |
| 広川瑛子     | ひろかわ えいこ   | 1979.4.14  | 3期  | 1995/08-1997/02                 | - |
| 片桐陵子     | かたぎり りょうこ | 1979.7.17  | 3期  | 1995/08-1997/02                 | - |
| 宮田直美     | みやた なおみ     | 1978.12.31 | 3期  | 1995/09-1998/02                 | - |
| 内田絵美     | うちだ えみ       | 1980.10.3  | 3期  | 1996/01-1998/02                 | - |
| 小野田亜美   | おのだ あみ       | 1983.2.4   | 3期  | 1996/07-1998/02                 | - |
| 松井陽子     | まつい ようこ     | 1981.7.14  | 3期  | 1996/07-1999/02                 | のち: 華彩なな |
| 佐藤幸香     | さとう ゆか       | 1982.5.23  | 3期  | 1996/07-1997/01                 | - |
| 川野朋美     | かわの ともみ     | 1982.4.5   | 4期  | 1997/01-2000/03                 | - |
| 伊藤嘉代子   | いとう かよこ     | 1981.9.19  | 4期  | 1997/01-2000/03                 | - |
| 麻井玲那     | あさい れな       | 1983.12.19 | 4期  | 1997/01-1998/06                 | - |
| 中井祐子     | なかい ゆうこ     | 1984.6.9   | 4期  | 1997/03-2001/03                 | - |
| 三浦恵里子   | みうら えりこ     | 1983.6.11  | 4期  | 1997/09-2001/02                 | - |
| 寄合歩       | よりあい あゆみ   | 1983.10.5  | 4期  | 1997/09-2001/02                 | - |
| 秋山文香     | あきやま あやか   | 1981.11.16 | 5期  | 1998/01-2001/02 2002/03-2003/06 | 2002年3月23日、九期生として復帰するも2003年6月退会 |
| 久川由美子   | ひさかわ ゆみこ   | 1984.7.25  | 5期  | 1998/01-2001/02                 | - |
| 小田さおり   | おだ さおり       | 1985.8.29  | 5期  | 1998/01-2001/02                 | - |
| 波平槙子     | なみひら まきこ   | 1984.10.24 | 5期  | 1998/04-2001/02                 | - |
| 遠藤舞香     | えんどう まいか   | 1984.3.1   | 5期  | 1998/07-2002/02                 | 2006年1月から11月までスタッフを務めた |
| 西堀真子     | にしぼり まこ     | 1986.4.30  | 5期  | 1999/01-2001/10                 | - |
| 石澤彩乃     | いしざわ あやの   | 1984.9.24  | 5期  | 1999/01-2002/02                 | - |
| 吉田梢       | よしだ こづえ     | 1984.9.16  | 6期  | 1999/05-2005/03                 | 6代目リーダー |
| 古賀美雪     | こが みゆき       | 1988.4.19  | 6期  | 2000/01-2001/08 2005/02-2005/06 | 2013年1月から2014年8月までスタッフを務めた |
| 石崎麻里     | いしざき まり     | 1986.4.1   | 6期  | 1999/12-2000/12                 | - |
| 星川りりか   | ほしかわ りりか   | 1987.5.28  | 7期  | 2000/08-2009/06                 | のち: 杉本莉真 |
| 森野加奈     | もりの かな       | 1988.8.20  | 7期  | 2000/08-2002/05                 | - |
| 高橋里奈     | たかはし りな     | 1989.7.6   | 7期  | 2000/08-2004/03                 | - |
| 水本あつみ   | みずもと あつみ   | 1986.8.13  | 7期  | 2000/09-2001/10                 | 在籍中、“小田亜摘”から改名 |
| 小林万里菜   | こばやし まりな   | 1988.5.21  | 7期  | 2000/09-2002/05                 | ※ |
| 斎木春香     | さいき はるか     | 1986.3.22  | 7期  | 2000/09-2004/03                 | 在籍中、“斉木麻衣”から改名 |
| 河野伶奈     | かわの れいな     | 1985.7.24  | 7期  | 2001/02-2005/09                 | 7代目リーダー - 2005年9月プロマージュに移籍、河野未佳に芸名を変更 |
| 片平妃奈子   | かたひら ひなこ   | 1988.7.13  | 7期  | 2001/02-2009/02                 | ※ |
| 松尾真冬     | まつお まふゆ     | 1988.12.23 | 8期  | 2001/08-2008/06                 | ※ 8代目リーダー |
| 松本久美子   | まつもと くみこ   | 1987.5.27  | 8期  | 2001/08-2004/05                 | - |
| 山越千歌     | やまこし ちか     | 1986.10.1  | 9期  | 2002/08-2005/04                 | - |
| 手束真知子   | てづか まちこ     | -          | 9期  | -                               | のち: 原田桜怜→前田栄子→手束真知子（SDN48） |
| 中野梓       | なかの あずさ     | 1991.1.3   | 10期 | 2003/06-2006/04                 | - |
| 高田唯       | たかだ ゆい       | 1989.3.2   | 10期 | 2003/06-2005/03                 | のち: Sakuya (Girls to Men) |
| 梶原ひかる   | かじはら ひかる   | 1989.5.7   | 10期 | 2003/09-2005/03                 | - |
| 中村沙貴     | なかむら さき     | 1989.6.27  | 10期 | 2003/08-2004/03                 | - |
| 加藤祐奈     | かとう ゆうな     | 1995.1.8   | 11期 | 2004/07-2009/03                 | ※ |
| 佐藤帆奈美   | さとう ほなみ     | 1990.11.2  | 11期 | 2005/05-2007/02                 | ※ |
| 矢野けいこ   | やの けいこ       | 1991.8.22  | 12期 | 2006/01-2006/12                 | - |
| 結城美紀代   | ゆうき みきよ     | 1990.2.15  | 12期 | 2005/07-2005/09                 | - |
| 小池紀香     | こいけ のりか     | 1988.1.3   | 12期 | 2006/02-2006/05                 | - |
| 小川杏奈     | おがわ あんな     | 1994.4.15  | 13期 | 2006/06-2016/10                 | ※◎ 9代目リーダー→平成27年6月30日3代目会長就任→平成28年10月4日会長辞任 |
| 清水花梨     | しみず かりん     | 1996.11.19 | 13期 | 2006/06-2016/10                 | ※◎10代目リーダー→平成28年10月4日リーダー辞任 |
| 池田伶奈     | いけだ れな       | 1993.12.23 | 14期 | 2006/12-2007/12                 | |
| 玉野ともえ   | たまの ともえ     | 1993.2.23  | 14期 | 2007/04-2009/06                 | |
| 吉崎みなみ   | よしざき みなみ   | -          | 14期 | -                               | 在籍中、“吉崎彩音”から改名、のち:大空憂 |
| 香取優花     | かとり ゆうか     | 1995.12.4  | 14期 | 2007/04-2013/09                 | ◎ |
| 京本百加     | きょうもと ももか | 1993.10.30 | 15期 | 2008/07-2011/08                 | ◎ |
| 木田沙織     | きだ さおり       | -          | 15期 | -                               | 十五期生を名乗ってはいないが、同時期にTHE DUETに加入し、SKiファミリーのメンバーとして活動 |
| 遙詩音       | はるか しおね     | -          | 15期 | -                               | |
| 久野あずみ   | くの あずみ       | -          | 16期 | -                               | ◎ |
| 相澤美沙希   | あいざわ みさき   | 1992.8.21  | 16期 | 2010/06-2011/6                  | ◎ |
| 斎藤美輝     | さいとう みき     | 1996.11.14 | 16期 | 2010/06-2011/12                 | ◎ |
| 宮野愛沙     | みやの あいさ     | 1995.10.31 | 16期 | 2010/07-?                       | ◎ |
| 藤宮れいか   | ふじみや れいか   | 1997.6.20  | 16期 | 2010/07-2012/02                 | ◎ |
| 菅野みずき   | かんの みずき     | 1996.12.24 | 16期 | 2010/08-?                       | ◎ 元AKBN 0 |
| 白石結菜     | しらいし ゆな     | 1996.3.20  | 16期 | 2010/11-?                       | |
| 加藤舞       | かとう まい       | -          | 16期 | -                               | |
| 森朱里       | もり あかり       | 1994.8.22  | 17期 | 2011/09-?                       | |
| 桜木まあや   | さくらぎ まあや   | -          | 17期 | 2012/01-?                       | |
| 星川梨花     |                   | -          | 17期 | 2012/01-?                       | |
| 西山千晶     |                   | -          | 17期 | 2012/01-?                       | |
| 鈴木蘭       | すずき らん       | -          | 17期 | 2012/03-?                       | |
| 花咲友理奈   | はなさき ゆりな   | -          | 17期 | 2012/03-?                       | |
| 牧瀬あおい   | まきせ あおい     | -          | 17期 | 2012/03-?                       | |
| 齋藤優里彩   | さいとう ゆりあ   | -          | 18期 | -                               | |
| 齋藤乃愛     | さいとう のあ     | -          | 18期 | -                               | 齋藤優里彩の妹 |
| 野見山杏里   | のみやま あんり   | 1997.10.9  | 19期 | 2013-2018/04                    | 11代目リーダー 平成28年10月4日就任 平成30年4月1日辞任 |
| 木梨夏菜     | きなし かな       | -          | 19期 | -                               | |
| 西野莉奈     | にしの りな       | -          | 19期 | -                               | |
| 斗崎歩音     | とざき あのん     | -          | 19期 | -                               | |
| MIYUMI       | みゆみ            | -          | 19期 | -                               | |
| 相澤綾香     | あいざわ あやか   | -          | 19期 | -                               | |
| 金子結稀     | かねこ ゆき       | -          | 20期 | -                               | |
| RIAN         | りあん            | -          | 21期 | -                               | |
| RAY          | れい              | -          | 21期 | -                               | 平成30年7月活動停止処分 |
| 橘しょうこ   | たちばな しょうこ | -          | 22期 | -                               | 平成29年10月デビューの予定だったが、保留。 |

### 短期間在籍したメンバー
太字および○＝現役メンバー、※＝2010年卒業時の在籍メンバー、☆＝卒業後に加入したメンバー、◎＝再始動時のメンバー。
- 清水えりか（しみず えりか）
- 高橋春香（たかはし はるか）
- 杉本梨奈（すぎもと りな）
- 恩田麻美子（おんだ まみこ）
- 浅川和希（あさかわ わき） - のち: 和季明日香
- 阿部香奈子（あべ かなこ）
- 吉乃清美（よしの きよみ）
- 佐藤あき（さとう あき）
- ゆうきあすな（ゆうき あすな） - のち: 結城明日菜
- 岡本璃奈（おかもと りな）
- 小池紀香（こいけ のりか）
- 局あがさ（つぼね あがさ）
- 大竹由夏（おおたけ ゆか）※
- 石塚みづき（いしづか みづき）※
- 中西絵里香（なかにし えりか）☆
- 中澤樹里（なかざわ じゅり）☆
- 桜えりか（さくら えりか）☆
- 秋川莉紗（あきかわ りさ）☆
- 瀬川はな（せがわ はな）☆
- 早乙女里美（さおとめ さとみ）☆
- 斉藤智子（さいとう ともこ）☆
- 長尾智恵美（ながお ちえみ）☆
- 篠原美穂（しのはら みほ）☆
- 愛原美咲（あいはら みさき）☆
- 森本美夏（もりもと はるな）☆
- 宮田沙里（みやた さり）☆
- 星野くるみ（ほしの くるみ）☆
- 相沢みちる（あいざわ みちる）☆
- NATUKI（なつき）☆
- kanoko（かのこ）☆
- karen（かれん）☆

## 楽曲

### シングル
| #                            | 発売日           | タイトル                                 | カップリング           |
| ポニーキャニオン             | ポニーキャニオン | ポニーキャニオン                         | ポニーキャニオン       |
| ---------------------------- | ---------------- | ---------------------------------------- | ---------------------- |
| 1                            | 1993年3月3日     | 制服宣言                                 | 恋は数学               |
| 2                            | 1993年5月21日    | 清く正しく美しく                         | なかよし               |
| Kitty Records                |                  |                                          |                        |
| 3                            | 1993年10月21日   | 笑顔がスキッ!                            | わかるといいね         |
| 4                            | 1995年4月17日    | おはよう!/エメラルドの伝説               |                        |
| 5                            | 1995年4月17日    | 同級生                                   | 涙のエンブレム         |
| アイドル・ジャパン・レコード |                  |                                          |                        |
| 6                            | 1998年4月1日     | 鼻くそMANが行く                          | うちら陽気な海賊娘     |
| 7                            | 1998年11月1日    | 寿司屋のマスター                         | Snow's Dream           |
| 8                            | 2005年5月1日     | 理想と現実                               | 西暦20X0年             |
| 9                            | 2006年6月20日    | For a Life                               | 同じ目の高さで         |
| 10                           | 2011年4月1日     | うちまたブギー                           | 君と救急車             |
| 10                           | 2011年4月1日     | うちまたブギー                           | TVにさようなら         |
| 11                           | 2011年8月15日    | ダッ!ダッ!脱・原発の歌                   | 原発さえなければ       |
| 11                           | 2011年8月15日    | ダッ!ダッ!脱・原発の歌                   | クルクル・ハンカチーフ |
| 12                           | 2011年10月1日    | クルクル･ハンカチーフ                    | 涙のエチュード         |
| 13                           | 2015年5月1日     | 会津磐梯山 制服向上委員会 feat. モモナシ | 原発さえなければ       |
| 14                           | 2016年3月11日    | 戦争と平和                               | 第九                   |

### アルバム

#### オリジナル・アルバム
| #                            | 発売日         | タイトル                               |
| Kitty Records                | Kitty Records  | Kitty Records                          |
| ---------------------------- | -------------- | -------------------------------------- |
| 1                            | 1994年12月19日 | 〔第1宣言〕愛と勇気と思いやり          |
| アイドル・ジャパン・レコード |                |                                        |
| 2                            | 1995年12月1日  | 熱い地球                               |
| 3                            | 1996年3月1日   | 大人はわかってくれない ユニット集VOL.1 |
| 4                            | 1996年7月1日   | さよならは出逢いの明日へのしるし       |
| 5                            | 1996年8月1日   | お試しCD・聴間テスト                   |
| 6                            | 1996年12月1日  | 傷だらけの青春                         |
| 7                            | 1997年7月1日   | いつものように                         |
| 8                            | 1997年10月1日  | SKiユニット集Vol.2                     |
| 9                            | 1998年1月1日   | 地球に愛を                             |
| 10                           | 1998年5月1日   | 海賊娘                                 |
| 11                           | 1998年8月1日   | ○でない少女の×な生活                   |
| 12                           | 1998年10月1日  | 黒い瞳                                 |
| 13                           | 1999年1月1日   | Unit Volume.3                          |
| 14                           | 1999年5月1日   | 今こそ立ち上がれ                       |
| 15                           | 1999年11月1日  | 音楽は経済のドレイじゃない             |
| 16                           | 2000年8月1日   | No! Make                               |
| 17                           | 2001年2月1日   | 第三の目                               |
| 18                           | 2001年4月1日   | SKi Unit-4                             |
| 19                           | 2002年1月1日   | MY GENERATION                          |
| 20                           | 2002年10月1日  | Ballerina                              |
| 21                           | 2003年8月1日   | 世界・自由・アメリカ                   |
| 22                           | 2004年2月1日   | かわってない わかってない              |
| 23                           | 2005年2月1日   | まぁまぁ                               |
| 24                           | 2005年5月1日   | 戦後60年記念 日本を元気にした歌        |
| 25                           | 2005年11月1日  | デュエット                             |
| 26                           | 2006年7月25日  | その日が来るまで                       |
| 27                           | 2006年12月1日  | 生きるために                           |
| 28                           | 2007年2月1日   | お正月                                 |
| 29                           | 2007年12月1日  | GAME                                   |
| 30                           | 2011年1月1日   | STOP!STOP!STOP!                        |
| 31                           | 2011年12月1日  | 世界で1番幸せ                          |
| 32                           | 2012年5月1日   | THE PROTESTER                          |
| 33                           | 2013年7月1日   | 地球儀みつめ                           |
| 34                           | 2013年10月1日  | 3あくついほう!                         |
| 35                           | 2014年1月1日   | ルールとマナーを守ろうよ!              |
| 36                           | 2016年3月11日  | 戦争と平和                             |
| 37                           | 2017年8月1日   | おめでとう                             |

#### ベスト・アルバム
| #                            | 発売日                       | タイトル                     |
| アイドル・ジャパン・レコード | アイドル・ジャパン・レコード | アイドル・ジャパン・レコード |
| ---------------------------- | ---------------------------- | ---------------------------- |
| 1                            | 1996年6月1日                 | ワースト                     |
| キングレコード               |                              |                              |
| 2                            | 1999年2月5日                 | Best                         |
| アイドル・ジャパン・レコード |                              |                              |
| 3                            | 2003年1月1日                 | SKi-2-the Best               |

### BOX SET
| #                          | 発売日                     | タイトル                                                       |
| テイチクエンタテインメント | テイチクエンタテインメント | テイチクエンタテインメント                                     |
| -------------------------- | -------------------------- | -------------------------------------------------------------- |
| 1                          | 2012年12月5日              | ボランティア・スピリット 〜“制服向上委員会”生誕20年祭記念BOX〜 |

### タイアップ一覧
| 楽曲          | タイアップ                                         | 収録作品                  |
| ------------- | -------------------------------------------------- | ------------------------- |
| 笑顔がスキッ! | ロッテ“シリアルチョコレート”TV-CFイメージソング    | シングル「笑顔がスキッ!」 |
| 同級生        | 日本図書券 CMソング                                | シングル「同級生」        |
| うたかたの夢  | よみうりテレビ・日本テレビ系『名探偵コナン』挿入歌 | アルバム『熱い地球』      |

### 映像作品
コンサート会場、ファンクラブのみで発売されるビデオがあり、すでに1000タイトルを越えている。所属事務所ではギネスブックに登録申請をしたことがある。
| #                            | 発売日           | タイトル                                  |
| ポニーキャニオン             | ポニーキャニオン | ポニーキャニオン                          |
| ---------------------------- | ---------------- | ----------------------------------------- |
| 1                            | 1993年5月21日    | おしゃれ制服図鑑〔夏服版〕                |
| 2                            | 1993年5月21日    | おしゃれ制服図鑑〔冬服版〕                |
| Kitty Records                |                  |                                           |
| 3                            | 1993年11月26日   | 制服向上委員会活動日誌                    |
| 4                            | 1994年12月19日   | ライブアイドルNo.1                        |
| ビクターエンタテインメント   |                  |                                           |
| 5                            | 1995年2月22日    | 決定!オリジナル制服'95 ベスト20〜夏服版〜 |
| 6                            | 1995年2月22日    | 決定!オリジナル制服'95 ベスト20〜冬服版〜 |
| アイドル・ジャパン・レコード |                  |                                           |
| 7                            | 1995年10月1日    | STUDIO LIVE '95                           |
| 8                            | 1995年11月1日    | アイドル・ジャパン・フェスティバル Vol.1  |
| 7                            | 1995年11月1日    | アイドル・ジャパン・フェスティバル Vol.2  |
| 8                            | 1995年12月1日    | X'MAS SONGS                               |
| 9                            | 1997年4月1日     | 恋人たちの歌                              |
| 10                           | 2003年4月1日     | 生誕10年祭LIVE! Part1                     |
| 11                           | 2003年4月1日     | 生誕10年祭LIVE! Part2                     |
| 12                           | 2004年8月1日     | アイドルを夢見た少女たち                  |

## 出演

### ラジオ
- DJ Tomoaki's Radio Show!（下北FM、2010年6月10日）京本百加・小川杏奈の2名で出演

### スマートフォン
- 制服向上委員会の走れ8マンデー（2012年7月、WALLOP）

### テレビ
- NONFIX 原発アイドル（2012年10月18日、フジテレビ） - 3・11以降、『脱原発』を歌うことになったSKiの1年間のドキュメンタリー